# Pogonomyrmex anzensis
Pogonomyrmex anzensis, recoltatorul din deșertul Anza, este o specie de furnici din familia Formicidae.

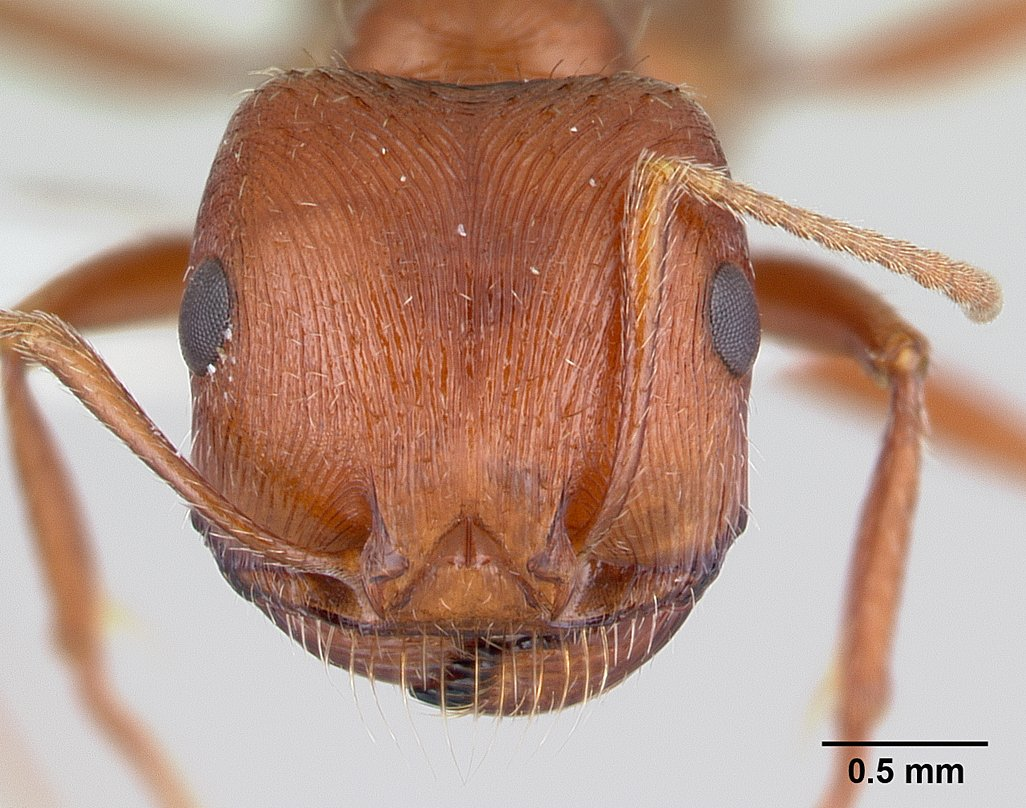
Maxilar al furnicii de recoltat din deșertul Anza, Pogonomyrmex anzensis